# Salah Ennaifer
Pour les articles homonymes, voir Famille Ennaifer.
Salah Ennaifer (arabe : صالح النيفر), né en 1820 et décédé en 1874, est un religieux et ouléma tunisien.

## Jeunesse et formation
Né dans une famille chérifienne et notable tunisoise, il est le fils d'Ahmed Ennaifer, commerçant parfumeur. Il épouse en premières noces Hannouna Mezri qui lui donne une fille puis en secondes noces Mannana, fille du caïd-gouverneur Hmida Azaiez allié au riche fermier fiscal Mahmoud Djellouli, qui lui donne trois garçons.
Ennaifer est l'un des précurseurs de la dignité religieuse dans cette famille qui se poursuivra avec les générations suivantes. Il apprend tout jeune le Coran et étudie à la Zitouna. Il est l'élève de l'élite des ouléma de l'époque : Sidi Brahim Riahi, Mohamed Ben Slama, Mohamed Banna, Mohamed Snoussi, Mohamed Ben Mlouka ou Mohamed Maaouia.

## Carrière
Il commence sa carrière comme notaire (adl-chahed) puis devient en 1850 enseignant (mudarris) de première classe à la médersa Mouradiyya. Imam à la mosquée Darb El Assel jusqu'en 1871, il est promu en 1860 comme cadi malékite de Tunis puis mufti malékite de Tunis en 1863. En 1868, il devient bach mufti malékite du pays avant d'être nommé grand imam de la mosquée Zitouna, poste qu'il occupe de 1871 jusqu'à sa mort en 1874.